# Hrvatski sabor kulture
Hrvatski sabor kulture (skraćeno HSK) je savez udruga i krovna organizacija kulturno-umjetničkog amaterizma u Republici Hrvatskoj.
Okuplja mnoge folklorne i plesne ansamble, izvorne folklorne i pjevačke skupine, kazališne, likovne i literarne družine, pjevačke zborove te puhačke i tamburaške orkestre. Svake godine organizira susrete amaterskih glazbenih i kazališnih udruga na kojima se predstavljaju i vrednuju njihova umjetnička postignuća. Redovito organizira i seminare za stručno usavršavanje voditelja, zborovođa i dirigenata pružajući i na taj način potrebnu stručnu i organizacijsku pomoć svojim udrugama-članicama. Najboljim hrvatskim amaterskim ansamblima omogućuje i sudjelovanje na međunarodnim festivalima te pomaže u suradnji sa sličnim europskim kulturnim udrugama.

## Povijest
Hrvatski sabor kulture utemeljen je na stoljetnoj tradiciji i kontinuitetu kulturno-umjetničkog amaterizma čiji počeci sežu u sredinu 19. stoljeća. Naime, davne 1858. u Karlovcu je počelo djelovati Društvo karlovačkih pjevača koje od 1868. nastupa pod imenom Prvo hrvatsko pjevačko društvo ZORA. Potreba za udruživanjem amaterskih kulturno-umjetničkih organizacija zbog međusobne suradnje i koordinacije iskazana je 1875. godine kada je desetak tadašnjih zborova utemeljilo Hrvatski pjevački savez. Ulogu tog saveza, proširenu na sve amaterske kulturno-umjetničke djelatnosti, poslije Drugog svjetskog rata 1948. preuzima novoosnovani Savez kulturno-prosvjetnih društava Hrvatske. Pod tim imenom djeluje do 1955., a od tada pa sve do 1983. djeluje pod nazivom Prosvjetni sabor Hrvatske. Od 1983. do 1991. djeluje kao Kulturno-prosvjetni sabor Hrvatske, a od 1991. do danas kao Hrvatski sabor kulture.
Današnji Hrvatski sabor kulture je savez udruga i krovna organizacija kulturno-umjetničkog amaterizma u Republici Hrvatskoj. Čini ga 12 županijskih zajednica amaterskih kulturno-umjetničkih društava i udruga, Gradski savez KUD-ova grada Kutine, KC Pešćenica – Zagrebačka scena kazališnih amatera, Savez Čeha u RH, Zajednica puhačkih orkestara Splitsko-dalmatinske županije, Zajednica KUU grada Siska, Zajednica puhačkih orkestara Primorsko-goranske županije, Savez amaterskih puhačkih orkestara Slavonije i Baranje, Udruga puhačkih orkestara sjeverne i srednje Dalmacije, te kulturno-umjetnička društva i udruge iz županija u kojima zajednice još nisu osnovane. Danas taj savez okuplja 929 udruga, odnosno 2080 sekcija s više od 80.000 članova na području cijele Hrvatske. Redovnu i uspješnu programsku djelatnost Hrvatskoga sabora kulture u znatnoj mjeri podupire Ministarstvo kulture Republike Hrvatske.

## Djelatnost
Da bi se nastavio povijesni kontinuitet te i nadalje uspješno razvijao kulturno-umjetnički amaterizam u Republici Hrvatskoj, djelatnosti Hrvatskog sabora kulture kao krovne udruge usmjerene su na sljedeće poslove i zadatke:
- organiziranje tečajeva i seminara za stručno usavršavanje i osposobljavanje stručnih voditelja amaterskih kulturno-umjetničkih udruga: zborovođa, dirigenata puhačkih ili tamburaških orkestara, koreografa te voditelja kazališnih i plesnih skupina;
- poticanje stvaralaštva za zborove i orkestre: raspisivanje natječaja za nova djela za puhačke i tamburaške orkestre te pjevačke zborove;
- razvijanje nakladničke djelatnosti: tiskanje nagrađenih skladbi te knjiga iz edicija Hrvatske narodne nošnje i Hrvatski narodni plesovi;
- pružanje stručne i organizacijske pomoći pri oživljavanju rada neaktivnih županijskih zajednica i udruga te osnivanju novih u županijama gdje ih nema;
- rad na daljnjoj izgradnji cjelovitoga ustroja hrvatskoga kulturno-umjetničkog amaterizma na cijelom području Republike Hrvatske;
- priređivanje manifestacija na državnoj razini, na kojima se predstavljaju i vrednuju najbolja ostvarenja amaterskog kulturno-umjetničkog stvaralaštva (susreti pjevačkih zborova, puhačkih i tamburaških orkestara, kazališnih, folklornih, plesnih ansambala, vokalnih, likovnih i književnih skupina te pojedinaca);
- organiziranje gostovanja najboljih ansambala i sekcija u Republici Hrvatskoj;
- međunarodna kulturna suradnja: izbor najboljih amaterskih ansambala za sudjelovanje na međunarodnim festivalima i suradnja sa sličnim europskim kulturnim udrugama ("AMATEO" Europska mreža za aktivnu participaciju u kulturnim aktivnostima, AITA/IATA, nacionalne organizacije za kulturu Češke, Mađarske, Slovačke, Slovenije i drugima).

## Razglednica Hrvatskog sabora kulture
Razglednica Hrvatskog sabora kulture naziv je svečanoga koncerta koji Hrvatski sabor kulture organizira potkraj svake godine u Zagrebu. Taj se koncert najčešće održava u velikoj Koncertnoj dvorani Vatroslava Liskinskog ili u Hrvatskom narodnom kazalištu. U programu tog koncerta nastupaju najbolji sudionici gotovo svih hrvatskih manifestacija od državnoga značaja, odnosno najbolji izvođači dramskoga, glazbenoga, plesnoga, književnoga i likovnoga amaterskoga stvaralaštva: oni tim nastupom zagrebačkoj publici, ali i svekolikoj hrvatskoj javnosti predstavljaju svoja najvrjednija amaterska kulturno-umjetnička postignuća.

## Vanjske poveznice
- Hrvatski sabor kulture – službene stranice (hrv.) (engl.)
- HRT – Dobro jutro, Hrvatska: prva Razglednica Hrvatskoga sabora kulture  Arhivirana inačica izvorne stranice od 14. srpnja 2014. (Wayback Machine)
- Popis glazbenih izdanja Hrvatskoga sabora kulture  Arhivirana inačica izvorne stranice od 14. srpnja 2014. (Wayback Machine)